# Bavorov
 Bavorov  (in tedesco Barau) è una città della Repubblica Ceca facente parte del distretto di Strakonice, in Boemia Meridionale.